# Evarcha alba
Evarcha alba är en spindelart som först beskrevs av George William Peckham och Elizabeth Maria Gifford Peckham 1903.  Evarcha alba ingår i släktet Evarcha och familjen hoppspindlar. Inga underarter finns listade i Catalogue of Life.